# 自行车速降
速降（英语：Downhill mountain biking）也称速降赛、坠山赛，是一种山地自行车运动。 从山上的陡峭路线上高速下降。被归类为极限运动。速降运动也可以指速降滑板，速降单车，速降单排轮滑，速降双排轮滑，速降车等等。
在设置了速降路线的地方，骑手通常乘坐滑雪缆车或汽车前往下坡点，该路线上不仅仅有土路，且有很多障碍物，如大石头，砾石和湿滑的粘土区，还有许多路面的振动和弯道线。 驾驶时必须戴上全脸头盔和保护器以保护整个身体。通过跳跃、落差等通过岩石花园和其他障碍物。跳跃可以达到12米（39英尺），落差可以超过3米（10英尺）。

## 器材
速降自行车比其他山地自行车更重、更坚固。

## 国内比赛
- 贵州清镇速降赛[2]

## 国际比赛
- 山地车亚洲锦标赛
- 地狱之山（超级雪崩速降赛）
- 奥地利红牛坠山赛[3]